# Min Homosyster
Min Homosyster är en kortfilm skriven och regisserad av Lia Hietala och handlar om tioåriga Cleo som följer med sin äldre syster och dennes flickvän på en resa norrut. Genom samvaron med paret uppstår frågeställningar kring hennes egna känslor och preferenser. Resan blir en skildring av en ung flickas första möten med sin sexualitet bland norska fjordar och berg. Filmen hade premiär på Filmfestivalen i Berlin 2017, där den vann filmpriset Teddy Award, för bästa kortfilm . Filmen hade svensk festivalpremiär i mars vid BUFF Filmfestival2017 i Malmö där filmen mottog ett hedersomnämnande. 
Filmen är inspelad i Tromsø och Stockholm under sommaren 2016 och är producerad av produktionsbolaget New Stories AB.
Den 13 december 2017 har filmen svensk biopremiär på Folkets Bio 

## Rollista
- Juliette Safavi – Cleo
- Tina Pourdavoy - Gabbi
- Erika A. Coleman - Majken